# Citroën Ami (2020)
El Citroën Ami es un cuadriciclo eléctrico de 2 plazas producido por el fabricante francés Citroën a partir de 2020 y comercializado desde junio del mismo año.
Su nombre proviene del antiguo modelo, comercializado desde 1961 hasta 1979.

## Presentación
El Citroën Ami fue presentado el 27 de febrero de 2020 en Paris La Défense Arena y comercializado a partir de junio del mismo año. Está disponible en dos colores (azul-gris y color sepia) y es personalizable mediante pegatinas. Para reducir su precio, es fabricado en Marruecos en la planta de Kénitra.
Se trata de un cuadriciclo ligero, que puede ser conducido sin permiso de conducción en Francia por personas nacidas antes de 1988 o a partir de 14 años si posee el permiso AM.
El Ami puede ser utilizado mediante el servicio de car sharing Free2Move del Groupe PSA, alquilado o comprado, a través de internet o tiendas como FNAC y Darty, con las que Citroën ha llegado a un acuerdo para exponer, vender o alquilar el vehículo a partir del 30 de marzo de 2020. El vehículo podrá ser recogido en tienda, un concesionario Citroën o entregado a domicilio.

## Características técnicas
El Ami posee simetría central entre los lados derecho e izquierdo. Con el objeto de reducir el coste de producción de la carrocería, estas son las mismas, del mismo modo que el parachoques trasero y delantero son iguales. Cuenta de igual manera con puertas de aperturas contrarias, antagonistas para el conductor y clásicas para el acompañante.
El coche mide 2,41 m y cuenta con un peso de 485 kg. Sólo dispone de dos puertas, por lo que el espacio disponible solo es accesible mediante las puertas del conductor y el pasajero.

### Motorización
El cuadriciclo cuenta con un motor eléctrico de 6 kW de potencia a una tensión de 48 V.

### Batería
El Ami tiene una batería de ion de litio de 5,13 kWh de capacidad, que se recarga en menos de 4 horas mediante una toma de corriente estándar de 220 V, dotándolo de una autonomía máxima de 70 km. El cable de carga queda recogido dentro de la aleta trasera en el lado del acompañante.

## Acabados

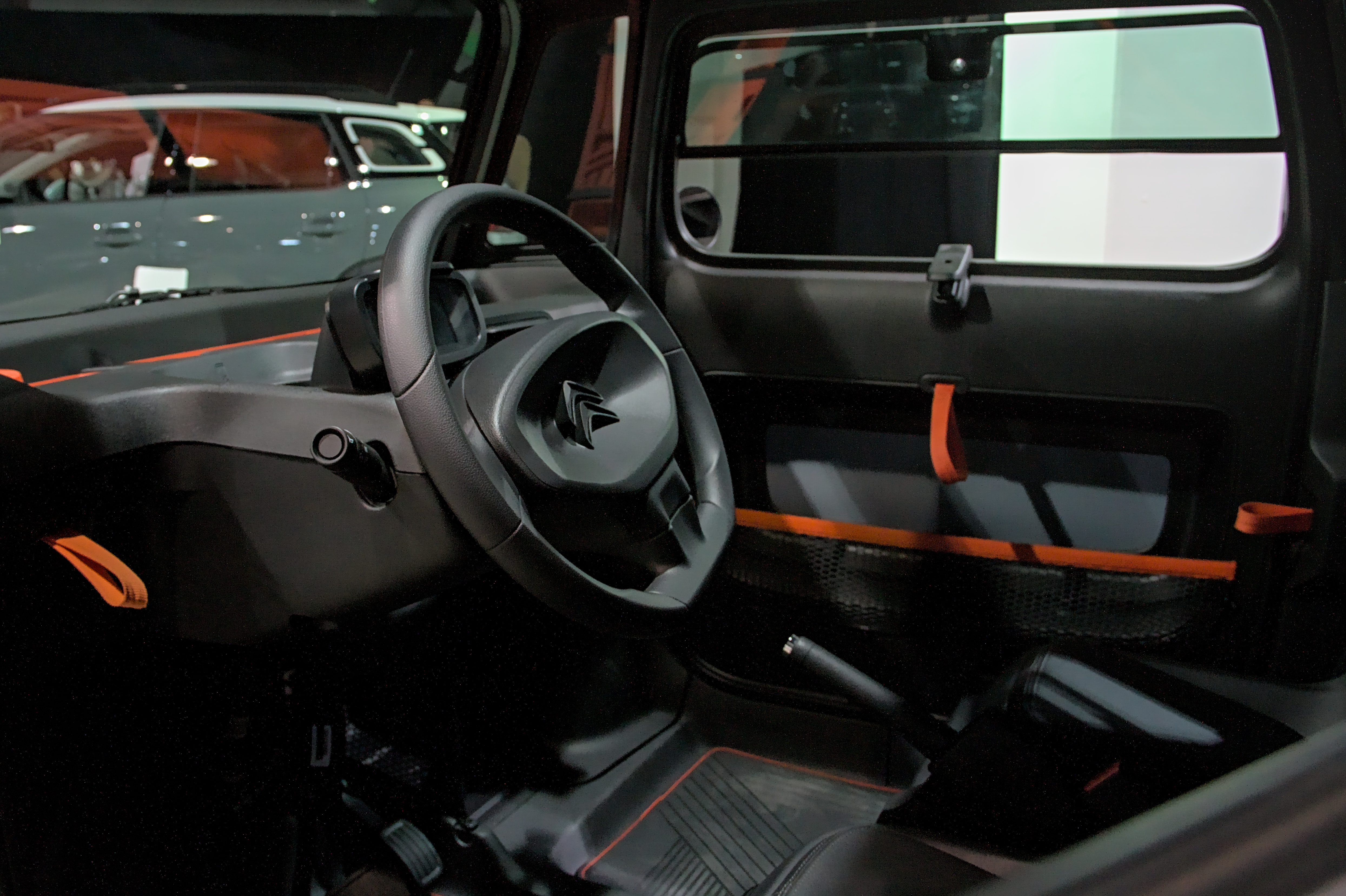
Interior

Hay dos estilos visuales (llamados "ambientes", "ambiances" en francés) disponibles para el Ami: Pop, acabado tipo "sport" con elementos naranjas y alerón trasero, y Vibe, con una tendencia "aventurera" con barras de techo y arcos de plástico para las ruedas.

### Equipo
El Citroën Ami se entrega de serie con un techo panorámico, un sistema de calefacción, pero no aire acondicionado ni un sistema de audio integrado.

## Concept Car

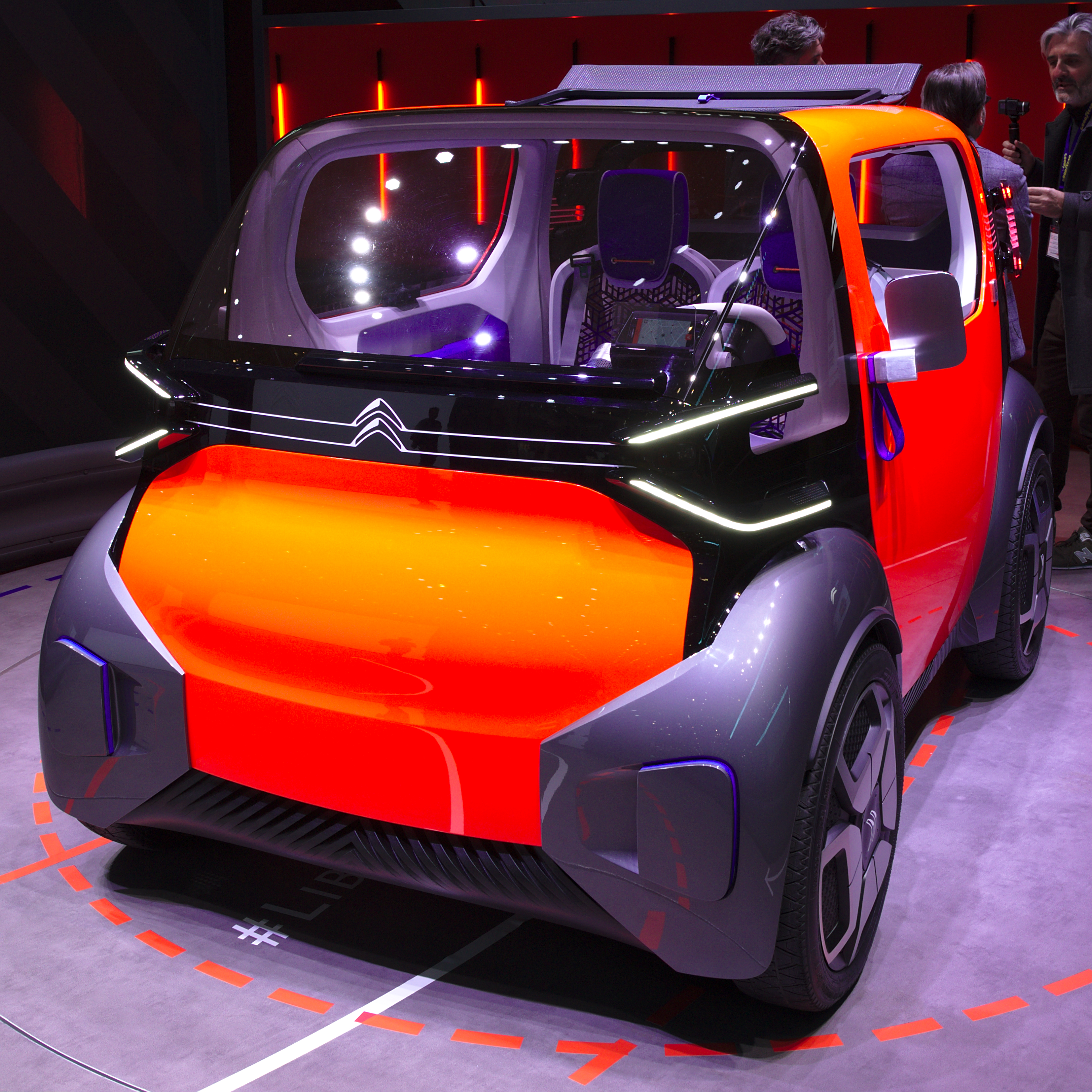
Citroën Ami One

El Ami fue precedido por el prototipo llamado Citroën Ami One que fue presentado en Salón del Automóvil de Ginebra de 2019, con motivo de la celebración del 100 aniversario de Citroën.